# Архиепархия Варшавы
Архиепархия Варшавы (лат. Archidioecesis Varsaviensis) — архиепархия Римско-Католической церкви с центром в городе Варшава, Польша. В митрополию Варшавы входят епархии Плоцка, Варшавы-Праги. Кафедральным собором архиепархии Варшавы является церковь святого Иоанна Крестителя.

## История
16 октября 1798 года Римский папа Пий VI издал буллу Ad universam agri, которой учредил епархию Варшавы. Первоначально епархия Варшавы входила в митрополии Познани. 12 января 1794 года Римский папа Пий VI выпустил декрет Quam Eminentissimus, которым присоединил епархию к митрополии Гнезно.
12 марта 1818 года Римский папа Пий VII издал буллу Militantis Ecclesiae regimini и 30 июня 1818 года Ex imposita Nobis, которыми возвёл епархию Варшавы в ранг архиепархии. В 1863 году после Январского восстания архиепископ Зигмунт Щенсный Фелинский был сослан властями Российской империи в Ярославль, где находился в ссылке до 1883 года. После своего возвращения в Варшаву архиепископ Зигмунд Фелинский подал в отставку.
28 октября 1925 года Римский папа Пий XI издал буллу Vixdum Poloniae unitas, которой присоединил к митрополии Варшавы епархии Плоцка, Сандомира, Люблина, Лодзи и Сельдце.
25 марта 1992 года Римский папа Иоанн Павел II издал буллу Totus tuus Poloniae populus, которой передал часть территории архиепархии Варшавы новым епархиям Ловича и Варшавы-Праги.

## Ординарии архиепархии
- епископ Юзеф Мясковский (29.10.1798 — 16.11.1804);
- епископ Игнаций Рачиньский (1806—1818);
- архиепископ Франтишек Скарбек фон Мальчевский (2.10.1818 — 18.04.1819);
- архиепископ Шчепан Холовчиц (17.12.1819 — 27.08.1823);
- архиепископ Войцех Скаршевский (1824 — 12.06.1827);
- архиепископ Ян Павел Воронич (28.01.1828 — 6.12.1829);
  - Эдвард Чарнецкий (1829—1831), апостольский администратор;
  - Адам Пашкович (1831—1833), апостольский администратор;
  - Павел Страшиньский (1833—1837), генеральный викарий;
- архиепископ Станислав Костка Хороманский (21.11.1836 — 21.02.1838);
  - Томаш Хмелевский (1838 — 30.07.1844), генеральный викарий;
  - Антоний Мельхиор Фиалковский (30.07.1844 — 18.09.1856), апостольский администратор;
- архиепископ Антоний Мельхиор Фиалковский (18.09.1856 — 18.09.1861);
- святой архиепископ Зигмунт Щенсный Фелинский (6.01.1862 — 15.03.1883);
- архиепископ Винценты Теофил Попел (16.03.1883 — 8.12.1912);
- кардинал Александр Каковский (7.05.1913 — 30.12.1938) — кардинал с 15.01.1919 года;
- кардинал Август Хлонд (13.01.1946 — 22.10.1948);
- кардинал Стефан Вышиньский (12.11.1948 — 28.05.1981) — кардинал с 12.01.1953 года;
- кардинал Юзеф Глемп (7.07.1981 — 6.12.2006) — кардинал с 2.02.1983 года;
- архиепископ Станислав Вельгус (6.12.2006 — 7.01.2007);
- кардинал Казимеж Ныч (3.03.2007 — 4.11.2024) — кардинал с 20.11.2010 года.
- архиепископ Адриан Юзеф Галбас (4.11.2024 — по настоящее время).

## Источник
- Annuario Pontificio, Libreria Editrice Vaticana, Città del Vaticano, 2003, ISBN 88-209-7422-3
- Булла Ad universam agri, Raffaele de Martinis, Iuris pontificii de propaganda fide. Pars prima, IV, Romae 1891, стр. 437  (лат.)
- Булла Militantis Ecclesiae regimini, Raffaele de Martinis, Iuris pontificii de propaganda fide. Pars prima, IV, Romae 1891, стр. 552  (лат.)
- Булла Vixdum Poloniae unitas Архивная копия от 27 марта 2010 на Wayback Machine, AAS 17 (1925), стр. 521  (лат.)
- Булла Totus Tuus Poloniae populus Архивная копия от 13 июля 2020 на Wayback Machine, AAS 84 (1992), стр. 1099  (лат.)